# Tot el que sobra

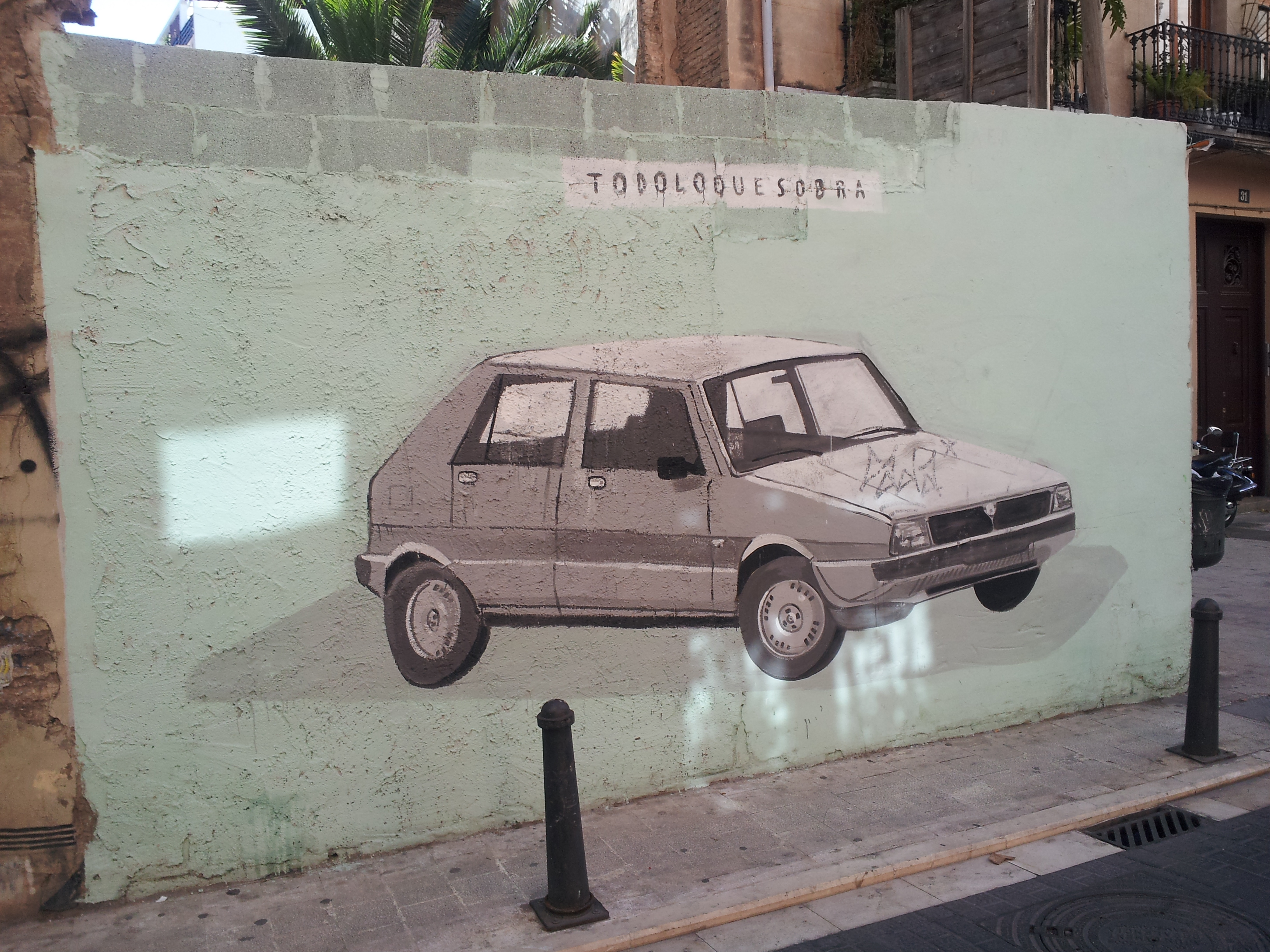
Graffiti d'Escif al Carrer Corona, amb el lema i figura principal de la falla.

Tot el que sobra fou una falla plantada per Mossén Sorell - Corona en 2015. La falla va ser dissenyada pel graffiter valencià Escif, del grup XLF.
El projecte va ser presentat en novembre de 2014, presentant com esbós un vell vehicle deixat caure. El cotxe, un Lancia Delta model antic, és el mateix model del de l'alcaldessa de València Rita Barberà, que va ser motiu d'escarni a les xarxes socials quan Compromís per València denunciara que havia estat abandonat durant anys a l'aparcament de l'ajuntament. La falla naix amb intenció crítica, recuperant l'esperit originari de les falles. El cadafal va estar format per diferents figures separades i no tenia remat. Entre els ninots, a banda d'una reproducció del cotxe de Barberà, hi hagué dos automòbils més, bicicletes, contenidors de fem, i altres elements que en falles són apartats del carrer per a deixar espai per als cadafals. En la crema es va voler fer una semblança entre un acte vandàlic i enviar un missatge sobre diferents realitats de la Ciutat de València i la vinculació d'esta amb les falles i el foc.
Una altra característica del projecte de Mossén Sorell - Corona per a l'exercici de 2015 és que no es va presentar als premis d'Enginy i Gràcia de la Junta Central Fallera, per decisió presa en Junta General.